# Сідаде-де-Деуш
22°56′53″ пд. ш. 43°21′47″ зх. д. / 22.94805556° пд. ш. 43.36305556° зх. д.
Сідаде-де-Деуш (порт. Cidade de Deus — місто Бога, також зване місцевими жителями просто CDD) — район (байрру) Ріо-де-Жанейро, розташований в Західній зоні міста, субпрефектура Барра-і-Жакарепагуа (XXXIII RA, 4 AP). Межує з Жакарепагуа, Гарденією-Асул, Фрегезією-де-Жакарепагуа та Такуарою.

## Історія
Історія Сідаде де Деуша бере свій початок у 1964, коли губернатор штату Гуанабара Карлуш Ласедра приступив до реалізації програми з видалення фавел з центральних районів міста, а також будівлі для переселенців нормального житла. Для цього ще в 1962 створена Державна житлова компанія (COHAB GB), яка і приступила 1 лютого 1965, після затвердження проекту забудови (20 грудня 1964), до будівництва нового району.
У 1966 через зливи ситуація в Ріо-де-Жанейро погіршилася, тому людей, які залишилися без даху над головою, почали екстрено переселяти до вже наявного житлового фонду, хоча налагодження інфраструктури ще не було завершено. Таким чином, проект Міста Бога, який мав зменшити кількість нетрів у столиці, сам став проектом одного з найвідоміших кварталів бідноти у Бразилії. Погана економічна ситуація та низький рівень освіти призвели до криміналізації цього району.
Після виходу в 2002 фільму «Місто Бога» , який отримав низку нагород і був номінований на Оскар, у Сідаді-де-Деуші створено Комітет спільноти та агентство місцевого розвитку для боротьби проти дискримінації та забобонів, пов'язаних із бразильськими фавелами. Крім того, перед Олімпіадою в Ріо-де-Жанейро були створені спеціальні підрозділи поліції - UPP (Unidade de Policia Pacificadora, Миротворчий підрозділ поліції).
Також широко відомим район став після візиту в 2011 президента США Барака Обами, який приїхав у супроводі губернатора Ріо-де-Жанейро Сержіу Кабрала та мера Едуарду Паєша.